# Honey Face
「Honey Face」（ハニー・フェイス）は、西明日香の1枚目のシングル。2016年10月19日にシーサイド・コミュニケーションズから発売された。

## 概要
声優・西明日香のソロデビューシングル。全曲とも自身が楽曲選びからタイトル決定まで携わった。
表題曲は、歌詞を普段の自身の口調に近づけることによって、違和感なく、親しみの持てる曲に、カップリング曲「Pump Up!」は明るく楽しい応援ソングに、「蟻地獄」はインパクトのあるタイトルながら曲調はビッグバンド風で歌詞は自己紹介のような内容になっているという。
販売形態は、初回特典生産盤（NAMC-001）、アニメイト限定盤（NAMC-002）、通常盤（NAMC-003）の3種。初回特典生産盤には、様々な表情を見てもらおうとこだわった表題曲のミュージッククリップを収録したDVDが、アニメイト限定盤にはイベント「あっちゃん生誕祭2016」ディレクターズカット版を収録したDVDが同梱される。

## シングル収録内容
| #  | タイトル                      | 作詞   | 作曲     | 編曲    |
| -- | ----------------------------- | ------ | -------- | ------- |
| 1. | 「Honey Face」                | 渡辺翔 | 渡辺翔   | Tsukasa |
| 2. | 「Pump Up!」                  | 水嶋聖 | 泉典孝   | Tsukasa |
| 3. | 「蟻地獄」                    | 水嶋聖 | 渡辺尚輝 | 剱持満  |
| 4. | 「Honey Face (Instrumental)」 |        |          |         |
| 5. | 「Pump Up! (Instrumental)」   |        |          |         |
| 6. | 「蟻地獄 (Instrumental)」     |        |          |         |

## チャート成績
| チャート                          | 最高位 | 備考             |
| --------------------------------- | ------ | ---------------- |
| オリコン（デイリー）              | 15     | 2016年10月19日付 |
| オリコン（週間）                  | 23     | 2016年10月31日付 |
| Billboard Japan Top Singles Sales | 38     | 2016年10月31日付 |